# Brazii (Arad)
Brazii is een Roemeense gemeente in het district Arad.
Brazii telt 1293 inwoners.